# Amando Moreno
Amando Miguel Moreno (Perth Amboy, Estados Unidos, 10 de septiembre de 1995) es un futbolista salvadoreño nacido en los Estados Unidos y de ascendencia mexicana. Se desempeña como delantero y su equipo actual es El Paso Locomotive de la USL Championship. Es internacional absoluto por la selección de El Salvador desde 2021.
En una entrevista para el medio TUDN, mencionó que su padre es de Guerrero, México y su madre de Ahuachapán, El Salvador. Su padre es admirador de la cantante argentina Amanda Miguel y de ahí el origen del nombre del jugador. En la selección salvadoreña de fútbol le apodan "Saiyajin", esto debido a que durante los juegos de la eliminatoria rumbo a Catar 2022 y en la Copa Oro 2021 portaba el cabello teñido de rubio.

## Palmarés

### Campeonatos nacionales
| MLS Supporter's Shield Liga de Campeones |

## Clubes

### Estadísticas
Actualizado el 27 de octubre de 2024.
| Equipo                               | Div.                | Temporada           | Liga     | Liga  | Copa Nacional(1) | Copa Nacional(1) | Copa Internacional | Copa Internacional | Total    | Total |
| Equipo                               | Div.                | Temporada           | Partidos | Goles | Partidos         | Goles            | Partidos           | Goles              | Partidos | Goles |
| New York Red Bulls Estados Unidos    | 1.ª                 | 2013                | 2        | 0     | 1                | 0                | -                  | -                  | 3        | 0     |
| New York Red Bulls Estados Unidos    | Total               | Total               | 2        | 0     | 1                | 0                | 0                  | 0                  | 3        | 0     |
| Club Tijuana · México                | 1.ª                 | 2014/15             | 0        | 0     | 6                | 2                | -                  | -                  | 6        | 2     |
| Club Tijuana · México                | 1.ª                 | 2015/16             | 4        | 0     | 9                | 1                | -                  | -                  | 13       | 1     |
| Club Tijuana · México                | 1.ª                 | 2016/17             | 0        | 0     | 6                | 2                | -                  | -                  | 6        | 2     |
| Club Tijuana · México                | Total               | Total               | 4        | 0     | 21               | 5                | 0                  | 0                  | 25       | 5     |
| Dorados de Sinaloa · México          | 2.ª                 | 2017/18             | 7        | 1     | 4                | 1                | -                  | -                  | 11       | 2     |
| Dorados de Sinaloa · México          | Total               | Total               | 7        | 1     | 4                | 1                | 0                  | 0                  | 11       | 2     |
| New York Red Bulls II Estados Unidos | 2.ª                 | 2018                | 30       | 11    | -                | -                | -                  | -                  | 30       | 11    |
| New York Red Bulls II Estados Unidos | Total               | Total               | 30       | 11    | 0                | 0                | 0                  | 0                  | 30       | 11    |
| Chicago Fire Estados Unidos          | 1.ª                 | 2019                | 7        | 0     | -                | -                | 1                  | 0                  | 8        | 0     |
| Chicago Fire Estados Unidos          | Total               | Total               | 7        | 0     | 0                | 0                | 1                  | 0                  | 8        | 0     |
| New Mexico United Estados Unidos     | 2.ª                 | 2020                | 17       | 6     | -                | -                | -                  | -                  | 17       | 6     |
| New Mexico United Estados Unidos     | 2.ª                 | 2021                | 19       | 5     | -                | -                | -                  | -                  | 19       | 5     |
| New Mexico United Estados Unidos     | 2.ª                 | 2022                | 13       | 3     | -                | -                | -                  | -                  | 13       | 3     |
| New Mexico United Estados Unidos     | 2.ª                 | 2023                | 34       | 10    | 2                | 0                | -                  | -                  | 36       | 10    |
| New Mexico United Estados Unidos     | Total               | Total               | 83       | 24    | 2                | 0                | 0                  | 0                  | 85       | 24    |
| El Paso Locomotive FC Estados Unidos | 2.ª                 | 2024                | 29       | 6     | 1                | 0                | -                  | -                  | 30       | 6     |
| El Paso Locomotive FC Estados Unidos | 2.ª                 | 2025                |          |       |                  |                  |                    |                    |          |       |
| El Paso Locomotive FC Estados Unidos | Total               | Total               | 29       | 6     | 1                | 0                | 0                  | 0                  | 30       | 6     |
| Total en su carrera                  | Total en su carrera | Total en su carrera | 162      | 42    | 29               | 6                | 1                  | 0                  | 192      | 48    |
| (1) Incluye datos de la Copa MX.     |                     |                     |          |       |                  |                  |                    |                    |          |       |

Reservas
| Club                        | País           | Año         | Partidos | Goles |
| --------------------------- | -------------- | ----------- | -------- | ----- |
| New York Red Bulls Sub-18   | Estados Unidos | 2011        |          |       |
| New York Red Bulls Reservas | Estados Unidos | 2012 - 2013 | 11       | 1     |
| Total:                      | Total:         | Total:      | 11       | 1     |

### Selección nacional
| Selección                                      | Año                 | Partidos | Goles |
| ---------------------------------------------- | ------------------- | -------- | ----- |
| Estados Unidos Sub-20                          |                     |          |       |
| 2015                                           | 2                   | 1        |       |
| Total en su carrera                            | Total en su carrera | 2        | 1     |
| El Salvador                                    |                     |          |       |
| 2021                                           | 9                   | 0        |       |
| 2022                                           | 1                   | 0        |       |
| 2023                                           | 5                   | 0        |       |
| 2024                                           | 0                   | 0        |       |
| Total en su carrera                            | Total en su carrera | 15       | 0     |
| Estadísticas hasta el 21 de noviembre de 2023. |                     |          |       |